# マルクス・クラウディウス・タキトゥス
マルクス・クラウディウス・タキトゥス（Marcus Claudius Tacitus, 200年 - 276年6月）は、ローマ皇帝（在位：275年9月25日 - 276年）。後に皇帝となるフロリアヌスは異母（父）兄弟である。

## 生涯
テルニの出身であり、長らく元老院議員を務めていたと言われるが、イリュリア出身の軍人で長年の軍功に対する恩典として元老院入りした人物、あるいは元老院議員が軍事職から排除される以前に同地で軍務経験をもつプレブス系の元老院議員だったともいわれる。少なくとも生涯2度執政官に就いていることから、コンスル格の元老院議員だったことは間違いない。
275年に暗殺された皇帝アウレリアヌスの後継者が定まらない中、アウレリアヌス麾下の軍隊の要請により元老院が選出し、帝位についた。空位期間は半年から7ヶ月に及ぶとするラテン語史料もあるが、近年のクロノロジー研究の成果により、アウレリアヌス帝は275年10月か11月まで帝位にあり、タキトゥスは翌年正月に2度目の執政官に就任していることから、空位期間は2ヶ月程度だったと考えられる。
しかし、75歳という高齢のため、小アジアでゴート族に勝利した後ペルシア戦役に向かう途中で、小アジアのカッパドキア属州の都市ティアナで熱病のため寿命を迎えた。子が数人いたという。